# Dionysia
Dionysia ist eine Pflanzengattung in der Familie der Primelgewächse (Primulaceae).

## Beschreibung

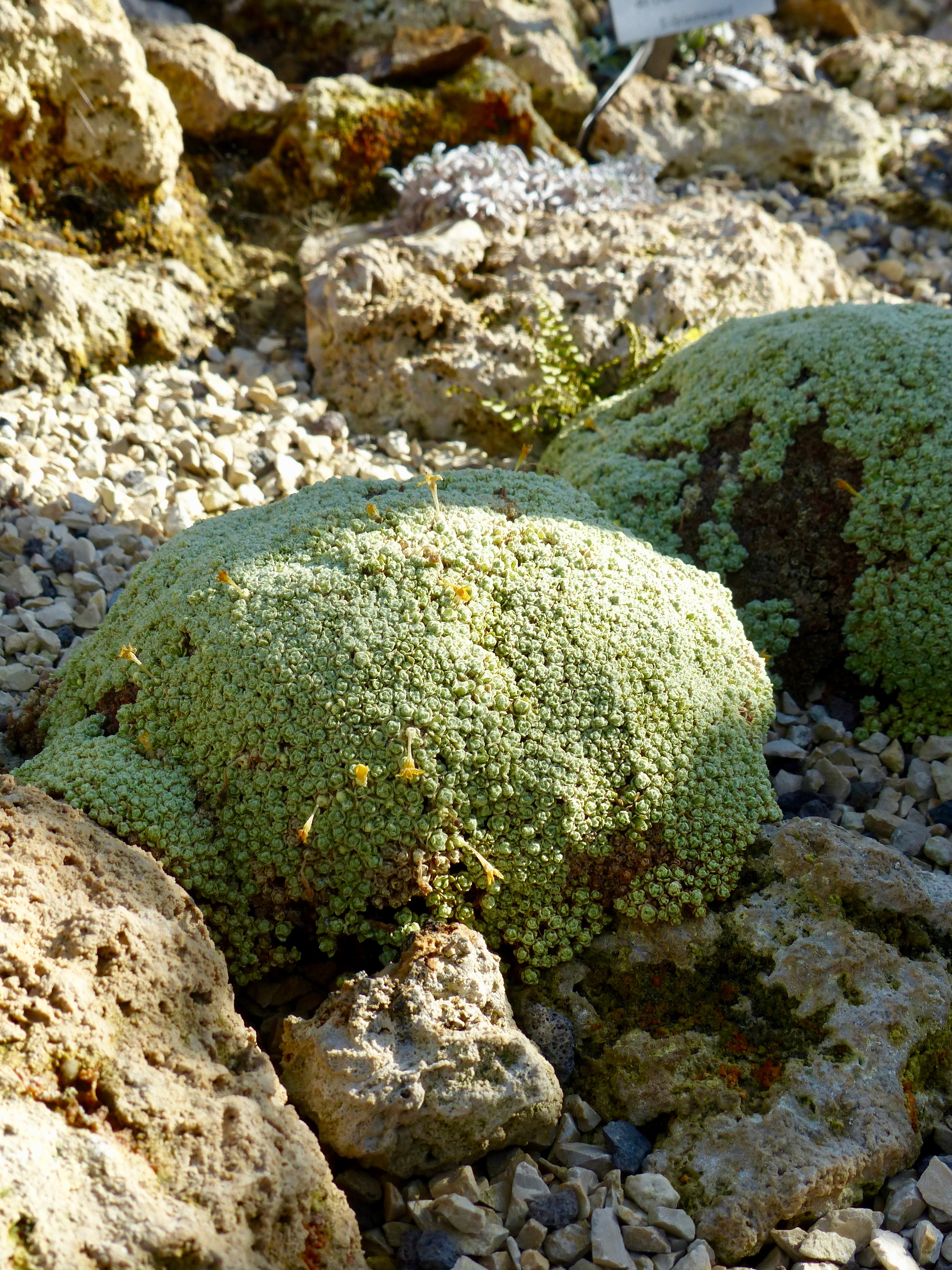
Habitus von Dionysia tapetodes

### Vegetative Merkmale
Dionysia-Arten wachsen als Halbsträucher mit verholzter Basis. Sie bilden lockere Kissen und Büsche oder dichte Polster aus. Die Sprossachsen sind verzweigt. Bei manchen Arten werden Blattquirle an den Nodien ausgebildet. Meist bilden die Laubblätter aber endständige Rosetten. Die Laubblätter sind sehr unterschiedlich ausgebildet, von winzig kleinen bis primelartigen, meist wechselständigen bis zu in Knäueln stehenden. Bei einigen Arten werden zwei verschiedene Blatttypen ausgebildet: Die an den blühenden Trieben sind kleiner und stark revolut, die an den vegetativen Trieben sind größer und flach.

### Generative Merkmale
Die Blütezeit reicht von Januar bis Mai. Der Blütenstand kann bei den einzelnen Arten stark variieren. Entweder ist er langschäftig mit mehreren Quirlen oder kurzschäftig mit nur einem Quirl oder einer Einzelblüte. Die zwittrigen Blüten sind fünfzählig mit einer doppelten Blütenhülle. Es sind fünf Kelchblätter vorhanden. Die fünf Kronblätter sind oft mit einer langen Kronröhre verwachsen. Die Kapselfrucht enthält ein bis vier Samen.

## Verbreitung und Systematik
Die Gattungsname Dionysia wurde durch Eduard Fenzl aufgestellt. Der Gattungsname Dionysia leitet sich von dem griechischen Gott des Weines, Dionysos, ab. Nach molekulargenetischen Untersuchung gehören die Arten der Gattung Dionysia in die Gattung Primula eingegliedert, damit diese monophyletisch ist. Doch wird dies kontrovers diskutiert. Möglicherweise wurden manche Dionysia-Arten wie etwa Dionysia diapensiaefolia Boiss. im Mittelalter als Pes columbinus („Taubenfuß“) und Amomum (arabisch Hamama) bezeichnet.
Die Gattung Dionysia beinhaltet etwa 41 Arten, die in der Türkei, in Iran, Afghanistan, West-Pakistan, Tadschikistan und Oman beheimatet sind:
- Dionysia afghanica Grey-Wilson: Sie kommt nur im nordwestlichen Afghanistan vor.
- Dionysia archibaldii Wendelbo: Sie kommt in Iran vor.
- Dionysia aretioides (Lehm.) Boiss.: Sie kommt nur im nördlichen Iran vor.
- Dionysia aubrietioides Jamzad & Mozaff.
- Dionysia balsamea Wendelbo: Sie kommt nur im westlichen zentralen Afghanistan vor.
- Dionysia bazoftica Jamzad
- Dionysia bornmuelleri (Pax) Clay
- Dionysia bryoides Boiss.
- Dionysia caespitosa Boiss.
- Dionysia cristagalli Lidén
- Dionysia curviflora Bunge
- Dionysia denticulata Wendelbo
- Dionysia diapensiifolia Boiss.
- Dionysia esfandiarii Wendelbo
- Dionysia freitagii Wendelbo
- Dionysia gandzhinae Kamelin
- Dionysia gaubae Bornm.
- Dionysia hausknechtii Bornm. et Strauss
- Dionysia hedgei Wendelbo
- Dionysia hissarica Lipsky
- Dionysia involucrata Zapr.
- Dionysia iranica Jamzad
- Dionysia iransharhrii Wendelbo
- Dionysia janthina Bornm.
- Dionysia khatamii Mozaff.
- Dionysia khuzistanica Jamzad
- Dionysia kossinskyi Czerniak.
- Dionysia lacei (Hemsl. & Watt) Clay
- Dionysia lamingtonii Stapf
- Dionysia leucotricha Bornm.
- Dionysia lindbergii Wendelbo
- Dionysia lurorum Wendelbo
- Dionysia michauxii (Duby) Boiss.
- Dionysia microphylla Wendelbo
- Dionysia mira Wendelbo
- Dionysia mozaffarianii
- Dionysia odora Fenzl
- Dionysia oreodoxa Bornm.
- Dionysia paradoxa Wendelbo
- Dionysia revoluta Boiss.
- Dionysia rhaptodes Bunge
- Dionysia saponacea Wendelbo & Rech. f.
- Dionysia sarvestanica Jamzad et Grey-Wilson
- Dionysia sawyeri (Watt) Wendelbo
- Dionysia tacamahaca Lidén
- Dionysia tapetodes Bunge
- Dionysia termeana Wendelbo
- Dionysia teucrioides Davis et Wendelbo
- Dionysia viscidula Wendelbo
- Dionysia viva Lidén & Zetterlund
- Dionysia wendelboi Podlech
- Dionysia zagrica Grey-Wilson
- Dionysia zetterlundii Lidén
- Dionysia zschummelii Lidén